# Direct chez vous !
Direct chez vous ! est une émission de télévision française diffusée en direct sur France 3 du 6 septembre 2010 au 17 décembre 2010 et présentée par François Pécheux.

## Diffusion
L'émission est diffusée en direct tous les jours de la semaine, du lundi au vendredi à 13 h.
En raison des audiences insuffisantes, le programme est radié de France 3 à la rentrée de janvier 2011. La dernière émission a été diffusée à la veille des vacances de Noël, le 17 décembre 2010.

## Principe
Direct chez vous ! est un rendez-vous de proximitié dédié aux régions. Il propose de rencontrer sur le terrain « des personnages ordinaires qui ont des histoires extraordinaires à raconter » à travers deux régions de France différentes chaque jour.
À la suite de quelques difficultés d'audience, à partir du 8 novembre 2010, l'émission évolue. Tout en gardant cette première partie, une seconde partie avec plusieurs rubriques telles C'est mon truc qui présente un talent insolite, L'idée du jour nous donnant des conseils pour améliorer le quotidien, J'ai testé pour vous, spécifique aux régions ou encore Mon village, mon quartier mettant en l'honneur des fêtes et traditions régionales apparaît pour encore plus montrer ce sentiment de proximité.

## Identité visuelle

Logo de la deuxième version